# 285ª Squadriglia
La 285ª Squadriglia fu un reparto attivo nel Corpo Aeronautico del Regio Esercito (Prima guerra mondiale).

## Storia

### Prima guerra mondiale
Nella maggio del 1918 viene creato un reparto all'Idroscalo di Orbetello, sede di una scuola per piloti, per la difesa del traffico, che il 1º luglio diventa 285ª Squadriglia che dispone di 9 piloti.
Da luglio alla fine della guerra svolge 87 missioni esplorative ed al termine del conflitto disponeva di 5 FBA Type H e 5 SIAI S.8.
Rimane in linea nel 1919 ricevendo aerei e personale dalle squadriglie chiuse.

### La Regia Aeronautica
La 285ª Squadriglia bombardamento veloce dell'Aviazione Legionaria il 12 novembre 1937 passa alle dipendenze del XXIX Gruppo b.t.; il 9 aprile 1938 l'unità venne aggregata al nuovo XXX Gruppo che confluisce il 18 aprile 1938, insieme al XXIX Gruppo, nel 111º Stormo b.v.